# Premierzy Wiktorii

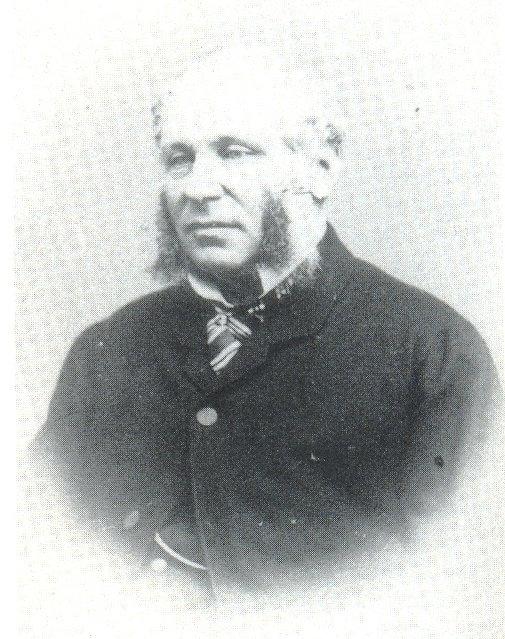
Pierwszy premier kolonii, William Haines

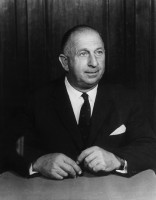
Henry Bolte, najdłużej sprawujący urząd premiera Wiktorii

Premier Wiktorii kieruje rządem australijskiego stanu Wiktoria. Urząd ten powstał w 1855, wraz z uzyskaniem przez tę ówczesną kolonię brytyjską autonomii. Formalnie premier powoływany jest przez gubernatora stanu, jednak w praktyce funkcję tę zawsze pełni lider partii lub koalicji dysponującej większością w stanowym Zgromadzeniu Ustawodawczym.

## Lista premierów

### Premierzy kolonii brytyjskiej
| Nr    | Premier                            | Portret | Okres urzędowania    | Okres urzędowania    | Partia | Gabinet        |
| Nr    | Premier                            | Portret | Od                   | Do                   | Partia | Gabinet        |
| ----- | ---------------------------------- | ------- | -------------------- | -------------------- | ------ | -------------- |
| 1.    | William Clark Haines (1810–1866)   |         | 30 listopada 1855    | 11 marca 1857        | Torysi | I Haines       |
| 2.    | John O’Shanassy (1818–1883)        |         | 11 marca 1857        | 29 kwietnia 1857     |        | I O'Shanassy   |
| (1.)  | William Clark Haines (1810–1866)   |         | 29 kwietnia 1857     | 10 marca 1858        | Torysi | II Haines      |
| (2.)  | John O’Shanassy (1818–1883)        |         | 10 marca 1858        | 27 października 1859 |        | II O'Shanassy  |
| 3.    | William Nicholson (1816–1865)      |         | 27 października 1859 | 26 listopada 1860    |        | Nicholson      |
| 4.    | Richard Heales (1822–1864)         |         | 26 listopada 1860    | 14 listopada 1861    |        | Heales         |
| (2.)  | John O’Shanassy (1818–1883)        |         | 14 listopada 1861    | 27 czerwca 1863      |        | III O'Shanassy |
| 5.    | James McCulloch (1819–1893)        |         | 27 czerwca 1863      | 6 maja 1868          |        | I McCulloch    |
| 6.    | Charles Sladen (1816–1884)         |         | 6 maja 1868          | 11 lipca 1868        |        | Sladen         |
| (5.)  | James McCulloch (1819–1893)        |         | 11 lipca 1868        | 20 września 1869     |        | II McCulloch   |
| 7.    | John MacPherson (1833–1894)        |         | 20 września 1869     | 9 kwietnia 1870      |        | MacPherson     |
| (5.)  | James McCulloch (1819–1893)        |         | 9 kwietnia 1870      | 19 czerwca 1871      |        | III McCulloch  |
| 8.    | Charles Gavan Duffy (1816–1903)    |         | 19 czerwca 1871      | 10 czerwca 1872      |        | Duffy          |
| 9.    | James Goodall Francis (1819–1894)  |         | 10 czerwca 1872      | 31 lipca 1874        |        | Francis        |
| 10.   | George Briscoe Kerferd (1831–1889) |         | 31 lipca 1874        | 7 sierpnia 1875      |        | Karferd        |
| 11.   | Graham Berry (1822–1904)           |         | 7 sierpnia 1875      | 20 października 1875 |        | I Berry        |
| (5.)  | James McCulloch (1819–1893)        |         | 20 października 1875 | 21 maja 1877         |        | IV McCulloch   |
| (11.) | Graham Berry (1822–1904)           |         | 21 maja 1877         | 5 marca 1880         |        | II Berry       |
| 12.   | James Service (1823–1899)          |         | 5 marca 1880         | 3 sierpnia 1880      |        | I Service      |
| (11.) | Graham Berry (1822–1904)           |         | 3 sierpnia 1880      | 9 lipca 1881         |        | III Berry      |
| 13.   | Bryan O’Loghlen (1828-1905)        |         | 9 lipca 1881         | 8 marca 1883         |        | O'Loghlen      |
| (12.) | James Service (1823–1899)          |         | 8 marca 1883         | 18 lutego 1886       |        | II Service     |
| 14.   | Duncan Gillies (1834-1903)         |         | 18 lutego 1886       | 5 listopada 1890     |        | Gillies        |
| 15.   | James Munro (1832–1908)            |         | 5 listopada 1890     | 16 lutego 1892       |        | Munro          |
| 16.   | William Shiels (1848–1904)         |         | 16 lutego 1892       | 23 stycznia 1893     |        | Shiels         |
| 17.   | James Brown Patterson (1833–1895)  |         | 23 stycznia 1893     | 27 września 1894     |        | Patterson      |
| 18.   | George Turner (1851–1916)          |         | 27 września 1894     | 5 grudnia 1899       |        | I Turner       |
| 19.   | Allan McLean (1840–1911)           |         | 5 grudnia 1899       | 19 listopada 1900    |        | McLean         |
| (18.) | George Turner (1851–1916)          |         | 19 listopada 1900    | 31 grudnia 1900      |        | II Turner      |

### Premierzy stanu Australii
| Nr    | Premier                        | Portret | Okres urzędowania   | Okres urzędowania   | Partia                            | Gabinet     |
| Nr    | Premier                        | Portret | Od                  | Do                  | Partia                            | Gabinet     |
| ----- | ------------------------------ | ------- | ------------------- | ------------------- | --------------------------------- | ----------- |
| (18.) | George Turner (1851–1916)      |         | 1 stycznia 1901     | 12 lutego 1901      | bezpartyjny                       | II Turner   |
| 20.   | Alexander Peacock (1861–1933)  |         | 12 lutego 1901      | 10 czerwca 1902     | Australijska Partia Pracy         | I Peacock   |
| 21.   | William Irvine (1858–1943)     |         | 10 czerwca 1902     | 16 lutego 1904      | Partia Reformistyczna             | Irvine      |
| 22.   | Thomas Bent (1838–1909)        |         | 16 lutego 1904      | 8 stycznia 1909     | Partia Reformistyczna             | Bent        |
| 23.   | John Murray (1851–1916)        |         | 8 stycznia 1909     | 18 maja 1912        | Związkowa Partia Liberalna        | Murray      |
| 24.   | William Watt (1871–1946)       |         | 18 maja 1912        | 9 grudnia 1913      | Związkowa Partia Liberalna        | I Watt      |
| 25.   | George Elmslie (1861–1918)     |         | 9 grudnia 1913      | 22 grudnia 1913     | Australijska Partia Pracy         | Elmslie     |
| (24.) | William Watt (1871–1946)       |         | 22 grudnia 1913     | 18 czerwca 1914     | Związkowa Partia Liberalna        | II Watt     |
| (20.) | Alexander Peacock (1861–1933)  |         | 18 czerwca 1914     | 29 listopada 1917   | Związkowa Partia Liberalna        | II Peacock  |
| 26.   | John Bowser (1856–1936)        |         | 29 listopada 1917   | 21 marca 1918       | Nacjonalistyczna Partia Australii | Bowser      |
| 27.   | Harry Lawson (1875–1952)       |         | 21 marca 1918       | 28 kwietnia 1924    | Nacjonalistyczna Partia Australii | Lawson      |
| (20.) | Alexander Peacock (1861–1933)  |         | 28 kwietnia 1924    | 18 lipca 1924       | Nacjonalistyczna Partia Australii | III Peacock |
| 28.   | George Prendergast (1854–1937) |         | 18 lipca 1924       | 18 listopada 1924   | Australijska Partia Pracy         | Prendergast |
| 29.   | John Allan (1866–1936)         |         | 18 listopada 1924   | 20 maja 1927        | Partia Wiejska                    | Allan       |
| 30.   | Edmond Hogan (1883–1964)       |         | 20 maja 1927        | 22 listopada 1928   | Australijska Partia Pracy         | I Hogan     |
| 31.   | William McPherson (1865–1932)  |         | 22 listopada 1928   | 12 grudnia 1929     | Nacjonalistyczna Partia Australii | McPherson   |
| (30.) | Edmond Hogan (1883–1964)       |         | 12 grudnia 1929     | 19 maja 1932        | Australijska Partia Pracy         | II Hogan    |
| 32.   | Stanley Argyle (1867–1940)     |         | 19 maja 1932        | 2 kwietnia 1935     | Partia Zjednoczonej Australii     | Argyle      |
| 33.   | Albert Dunstan (1882–1950)     |         | 2 kwietnia 1935     | 14 września 1943    | Partia Wiejska                    | I Dunstan   |
| 34.   | John Cain (1882–1957)          |         | 14 września 1943    | 18 września 1943    | Australijska Partia Pracy         | I Cain      |
| (33.) | Albert Dunstan (1882–1950)     |         | 18 września 1943    | 2 października 1945 | Partia Wiejska                    | II Dunstan  |
| 35.   | Ian Macfarlan (1881–1964)      |         | 2 października 1945 | 21 listopada 1945   |                                   |             |

| lata urzędowania | osoba            |
| ---------------- | ---------------- |
| 1943             | John Cain        |
| 1943–1945        | Albert Dunstan   |
| 1945             | Ian MacFarlan    |
| 1945–1947        | John Cain        |
| 1947–1950        | Thomas Hollway   |
| 1950–1952        | John McDonald    |
| 1952             | Thomas Hollway   |
| 1952             | John McDonald    |
| 1952–1955        | John Cain        |
| 1955–1972        | Henry Bolte      |
| 1972–1981        | Rupert Hammer    |
| 1981–1982        | Lindsay Thompson |
| 1982–1990        | John Cain        |
| 1990–1992        | Joan Kirner      |
| 1992–1999        | Jeff Kennett     |
| 1999–2007        | Steve Bracks     |
| 2007–2010        | John Brumby      |
| 2010–2013        | Ted Baillieu     |
| 2013–2014        | Denis Napthine   |
| 2014             | Daniel Andrews   |